# Barioperovskita
La barioperovskita és un mineral de la classe dels òxids que pertany al subgrup de la perovskita. Rep el seu nom degut al fet que és l'anàleg mineral amb bari de la perovskita.

## Característiques
La barioperovskita és titanat de bari i té la fórmula química BaTiO₃. Cristal·litza en el sistema ortoròmbic. El BaTiO₃ sintètic és un ceràmic ferroelèctric molt important. La barioperovskita presenta distorsions de Jahn-Teller de segon ordre.
Segons la classificació de Nickel-Strunz, la barioperovskita pertany a «04.CC: Òxids amb relació Metall:Oxigen = 2:3, 3:5, i similars, amb cations de mida mitjana i gran» juntament amb els següents minerals: cromobismita, freudenbergita, grossita, clormayenita, yafsoanita, latrappita, lueshita, perovskita, natroniobita, lakargiïta, megawita, loparita-(Ce), macedonita, tausonita, isolueshita, crichtonita, davidita-(Ce), davidita-(La), davidita-(Y), landauïta, lindsleyita, loveringita, mathiasita, senaïta, dessauïta-(Y), cleusonita, gramaccioliïta-(Y), diaoyudaoïta, hawthorneïta, hibonita, lindqvistita, magnetoplumbita, plumboferrita, yimengita, haggertyita, nežilovita, batiferrita, barioferrita, jeppeïta, zenzenita i mengxianminita.

## Jaciments
La barioperovskita va ser descoberta a la mina California State Gem, al comtat de San Benito (Califòrnia, Estats Units).